# Pho Thisarath I.
Pho Thisarath I. (Phothisarat, Photisarat, auch Potisarasa Kumane; voller Thronname Somdet Brhat-Anya Budhisara Maha Dharmikadasa Lankanakuna Maharaja Adipati Chakrapati Bhumina Narindra Raja Sri Sadhana Kanayudha; * 1505 in Sawa (heutiges Luang Phrabang); † (vor dem 8. August) 1548 in Vieng Chan) war zwischen 1520 und 1548 König von Lan Chang.

## Leben
Pho Thisarath I. war der einzige Sohn von König Visunharat (reg. 1500–1520). Seine Ausbildung erhielt er im Wat Visun Maha Viharn in Sawa. Nach dem Tod seines Vaters wurde er dessen Nachfolger und 1522 in Luang Phrabang gekrönt. Im Jahr 1523 versammelte er ein buddhistisches Konzil, um die Tripitaka zu revidieren und zu entschlacken. Er verbrachte einige Zeit zwischen 1525 und 1526 als buddhistischer Mönch im Tempel. 1533 zog er die Hauptstadt von Lan Chang nach Vieng Chan, dem heutigen Vientiane, wo er eine prächtige Hauptstadt errichten ließ, ohne aber Luang Phrabang als offizielle Hauptstadt aufzugeben.
1540 versuchte König Chairacha von Ayutthaya Lan Chang zu erobern, konnte auch Moung nehmen, doch wurde er bei seinem Übergang über den Mekong in der Schlacht von Sarakham zurückgeschlagen. Später wurde Pho Thisarath ein eifernder Buddhist, die Religion zur Staatsreligion machte und alle Überbleibsel traditionellen Glaubens im ganzen Land auslöschte und vernichtete. In Luang Phrabang ließ er den Wat Sri Suvarna Devalaksana auf den Ruinen des Lak Mueang von Luang Phrabang errichten.
Pho Thisarath heiratete mehrmals
- 1533 Yudhi Karma Devi (Yot Kam Tip) in Chiang Mai, als Königin Brhat Nang Nhot-Kham, Prinzessin von Lan Na
- eine Prinzessin aus Ayutthaya, die um 1550 von Phaya Sri Sadharmatilaka ermordet wurde
- eine Tochter von Prinz Kuvanadeva (Khua-Thepha)
- Nang Kong Soi
- Nang Keng, Nichte von Prinz Kama Setthadhananga (Kham Chat Tha Nang)
- etwa 1534 Nang Pak Thuoi Luang

Pho Thisarath I. starb vor dem 8. August 1548, sieben Tage nach einem Unfall mit einem Elefanten in Vientiane. Er hinterließ vier Söhne und vier Töchter:
1. Chaofa Chaya Setha Varman (Sai Setthathirath I.), der ihm auf den Thron folgte
2. Brhat Chaofa Lankarnakaya (Phra Lancharng)
3. Chaofa Dharuva (Tharua)
4. Chaofa Brhat Asena (Phya Asena), der zwischen 1575 und 1579 als Voravongse I. König von Lan Chang war.

1. Chafa Nying Kaeva Kumari (Keo Kumane)
2. Chaofa Nying Taen Kam Lao
3. Chaofa Nying Kamagayi (Kham Khai)
4. Chaofa Nying Dharmagayi (Tham Khai): war zwischen 1596 und 1602 Regentin für den Sohn ihres Gatten Brhat Varapitra (Vorapita), König Voravongse II.